# Ateloglossa johnsoni
Ateloglossa johnsoni là một loài ruồi trong họ Tachinidae.